# 南沙站
南沙站是位于中国广东省广州市南沙区珠江街道的一座建设中的铁路客运站，是广州市客运枢纽“五主四辅”的重要辅助站。本站作为南沙港铁路的中间站，在南沙港铁路建设期间，已预留部分土建结构，并于2021年3月初正式开工，预计将于2028年3月正式运营通车。

## 车站结构
南沙站为高架三层车站，设有普速场、深茂场、广中珠澳场和肇顺南虎场四个站场，总规模为14台30线。
南沙站的站房设计以“大潮起珠江，弄潮正当时”为理念，融入南沙地域特征，打造“如海面般起伏、如波涛般轻盈”的门户形象。

## 历史
2021年3月初，南沙站作为南沙港铁路的新增项目正式开工。
2024年6月，包含南沙站一期项目在内的南沙站站房配套工程获批。